# Chloroclystis papillosa
Chloroclystis papillosa là một loài bướm đêm trong họ Geometridae.